# Герб Багачевого
Герб Багачевого — офіційний символ міста Багачеве, міста обласного підпорядкування Черкаської області, затверджений рішенням №180 виконавчого комітету міської ради від 19 травня 1994 року.

## Опис
В основі герба щит прямокутної форми, внизу заокруглений. Щит символізує хоробрість, мужність, безстрашність воїнів армії, які під керівництвом Генерала армії Героя Радянського Союзу Ватутіна М.Ф., взимку 1944 року на місці, де сьогодні стоїть місто, громили німецько-фашистських загарбників під час Корсунь-Шевченківської битви. 
На щиті — срібний силует шахти, який символізує шахтарську історію міста. Нижня частина емблеми теж срібного кольору. В ній зображення шестерні, як символу праці металообробних підприємств міста. Півкругла викладка символізує труд вогнетривників і працівників будівельної індустрії. В центрі — півкруг-символ вогню.
Малий герб зображений у вінку з дубового і лаврового листя, які символізують міць, силу і славу. Вінок перевитий стрічкою зеленого кольору. Цей колір символізує свободу, радість, надію і здоров’я. Стрічка скріплена традиційною емблемою шахтарів і залізничників, нагадуючи про те, що місто Багачеве започатковане в степу біля полустанку Богачеве.
Є також великий герб Багачевого — на ньому зображення малого герба накладено на щит державного герба України блакитного кольору. Вгорі — опуклими золотими літерами напис «ВАТУТІНЕ».

## Джерело
- Про місто на www.vatytino-rada.gov.ua (Офіційна вебсторінка Ватутінської міської ради)